# Platyrrhacus alatus
Platyrrhacus alatus är en mångfotingart som beskrevs av Carl 1912. Platyrrhacus alatus ingår i släktet Platyrrhacus och familjen Platyrhacidae. Inga underarter finns listade i Catalogue of Life.